# ماتس غوستافسون
ماتس غوستافسون (بالسويدية: Mats Gustafsson)‏ هو عازف جاز سويدي، ولد في 29 أكتوبر 1964 في أوميو في السويد.

## معرض صور

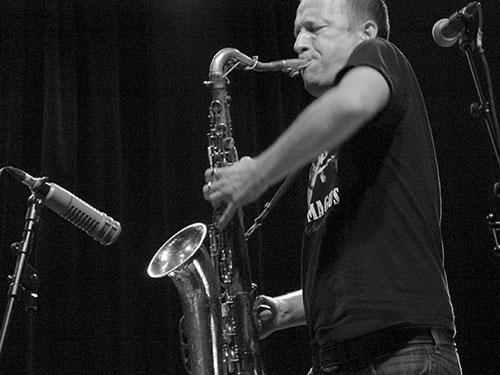
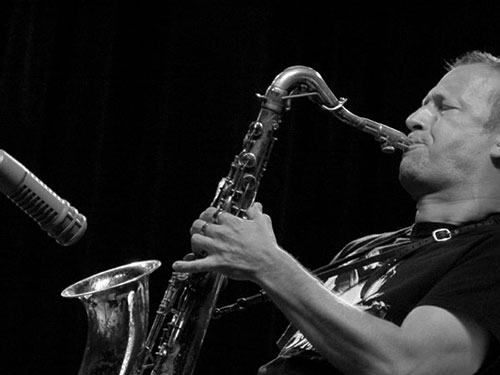
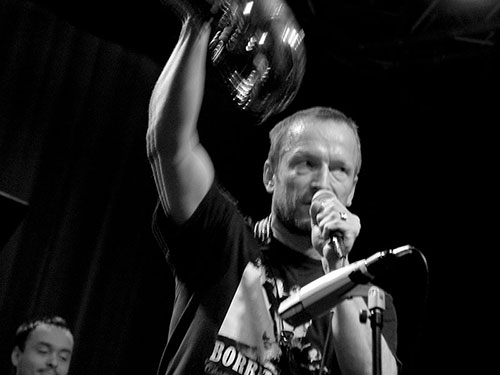
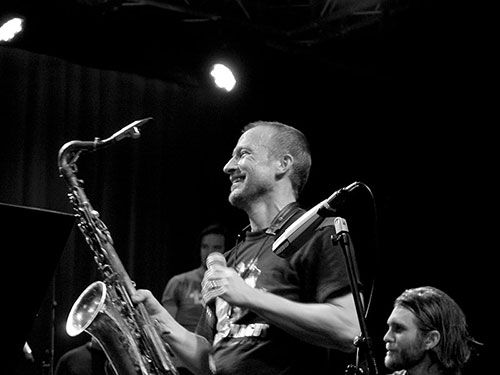
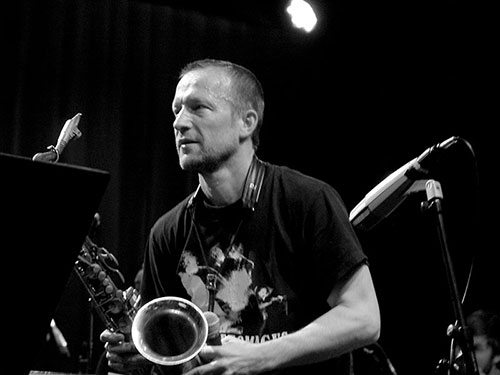
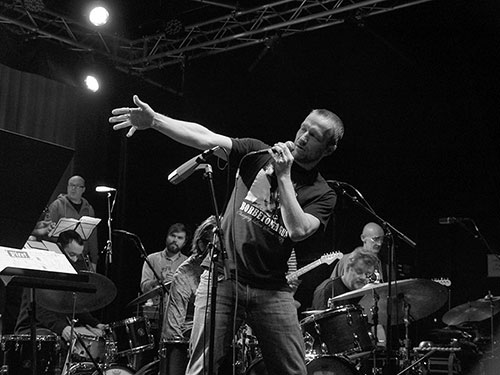

## وصلات خارجية
- الموقع الرسمي
- ماتس غوستافسون على موقع ميوزك برينز (الإنجليزية)
- ماتس غوستافسون على موقع أول ميوزيك (الإنجليزية)
- ماتس غوستافسون على موقع ديسكوغز (الإنجليزية)